# Wahlenbergia hederacea
Espèce
Wahlenbergia hederacea, la wahlenbergie à feuilles de lierre ou campanille à feuilles de lierre est une plante herbacée vivace de la famille des Campanulaceae.

## Description
Plante très grêle, couchée, de 10 à 30 cm en largeur, à feuilles de 1 à 2 cm ; fleurs de 8 à 10 mm portée par un pédoncule grêle de 2 à 4 cm. Floraison de juin à octobre.

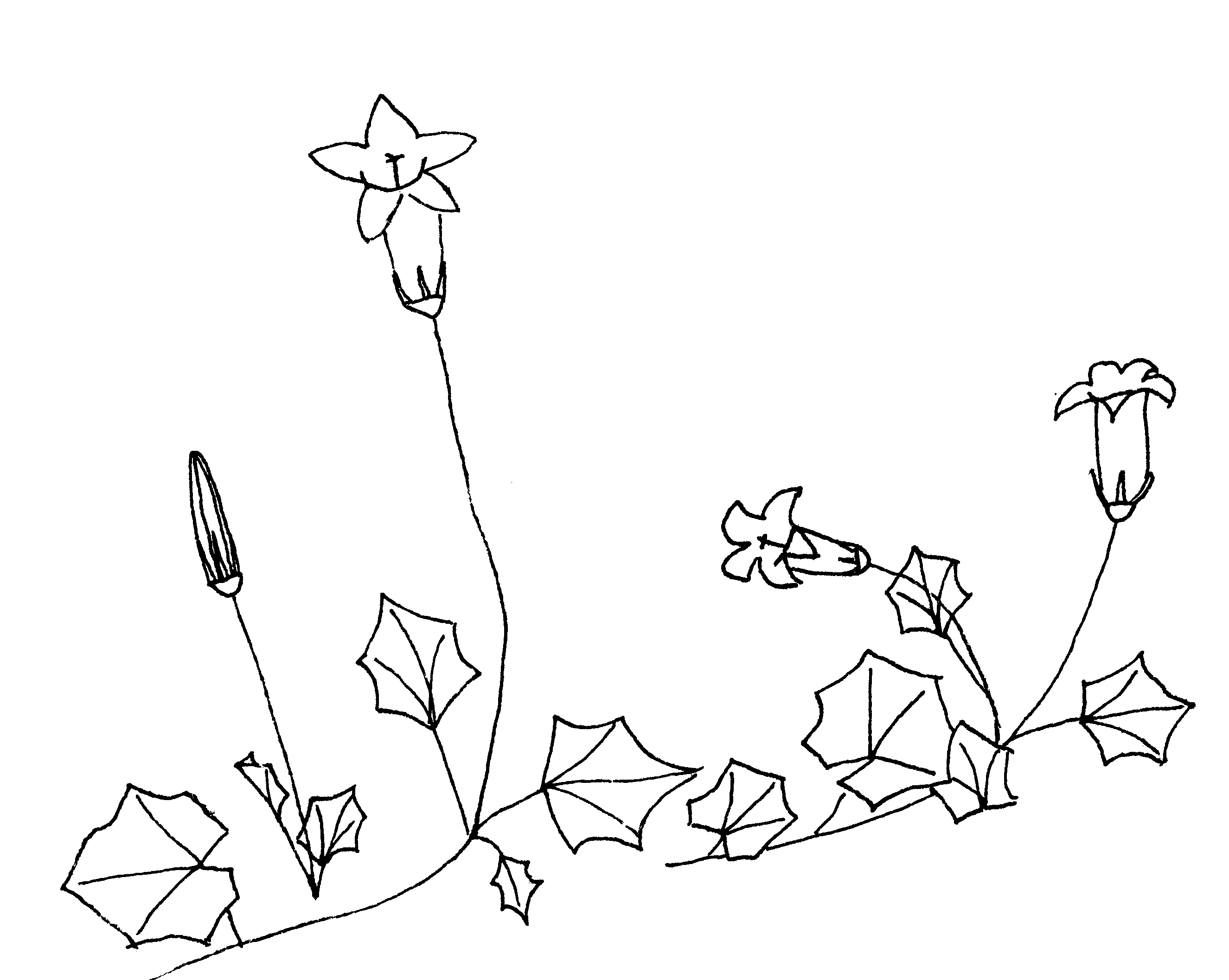
Wahlenbergie à feuilles de lierre

## Milieu de vie
Wahlenbergia hederacea vit dans les marais et pelouses humides des terrains siliceux jusqu'à une altitude d'environ 1 000 m.

## Répartition géographique
On trouve Wahlenbergia hederacea en Europe occidentale, centrale et du nord, et notamment dans l'ouest et le centre de la France.

## Statut de protection
Cette espèce est inscrite sur les listes des espèces végétales protégées en Alsace, en Bourgogne, dans le Centre, en Champagne-Ardenne, en Île-de-France, en Lorraine et en Rhône-Alpes.